# Max van Beurden

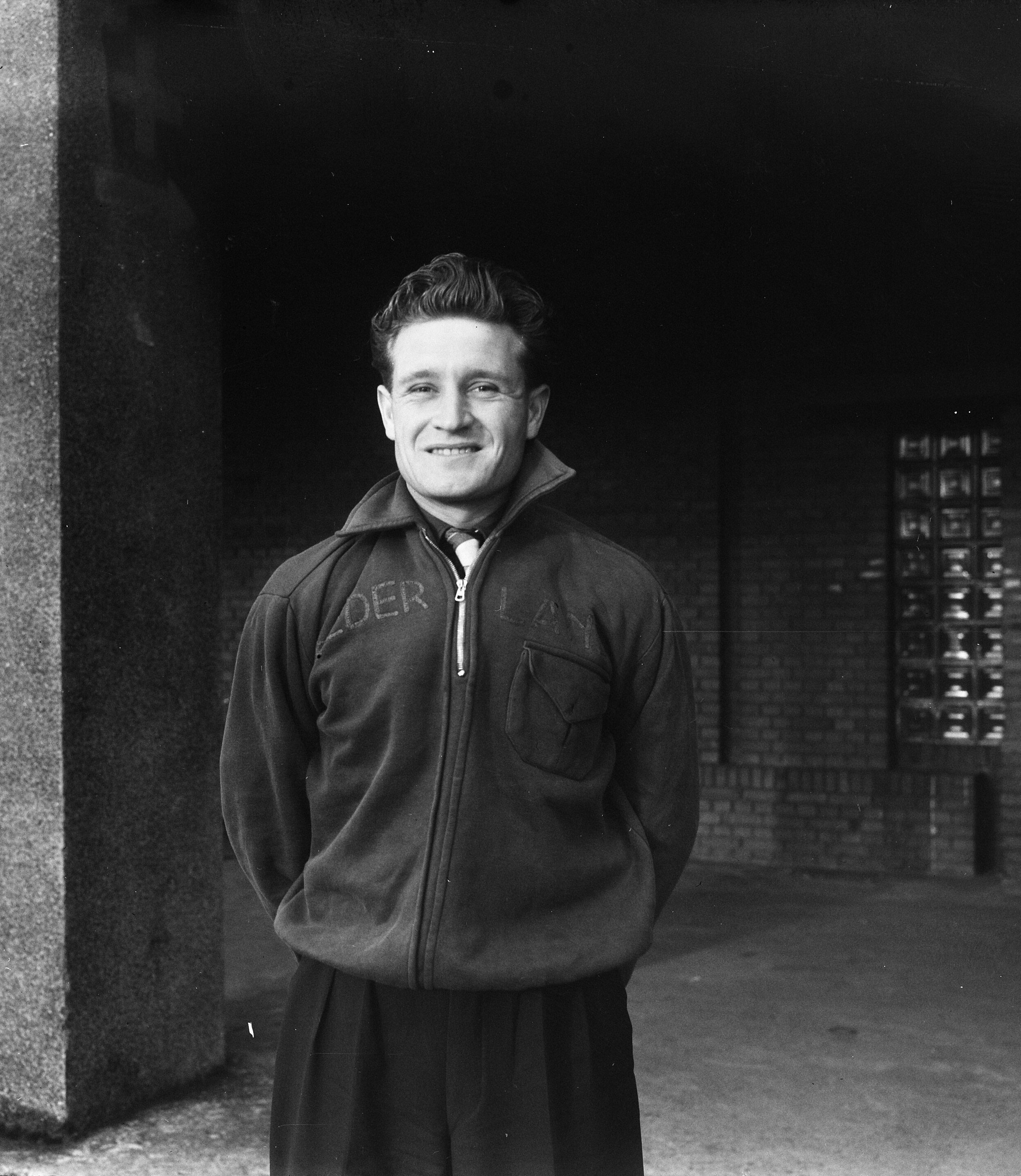
Max van Beurden (1953)

Marinus Johannes Emmanuel „Max“ van Beurden (* 25. Dezember 1930 in Berlicum; † 28. Oktober 2006) war ein niederländischer Fußballspieler. Er spielte nach dem Zweiten Weltkrieg bei BVV/Caterpillar aus ’s-Hertogenbosch, einem Vorgängerverein des FC Den Bosch, mit dem er 1948 niederländischer Meister wurde.
1953 und 1954 wurde van Beurden fünfmal in die niederländische Nationalmannschaft berufen. Sein Debüt gab er im Jubiläumsspiel gegen Belgien, dem 200sten Länderspiel der Niederlande, am 19. April 1953. Sein einziger Treffer in Oranje fiel am 25. Oktober 1953 in einem weiteren Spiel gegen den Rekordgegner aus dem Nachbarland. Es war ein besonderes Tor, denn es sicherte als einziger Treffer des Spiels den Niederländern den ersten Länderspielsieg nach mehr als zweieinhalb Jahren. Zuvor hatten sie am 15. April 1951 das letzte Spiel siegreich beendet, mit 5:4 ebenfalls gegen Belgien. Nach seinem fünften Einsatz am 4. April 1954 gehörte van Beurden weiter zum niederländischen Kader, musste jedoch in den restlichen drei Spielen des Jahres 1954 mit dem Platz auf der Ersatzbank vorliebnehmen. Nachdem ab 1955 auch Profifußballer in der Nationalmannschaft spielen durften, wurde van Beurden nicht mehr berufen.
Als 1956 die Eredivisie gegründet wurde, war der BVV unter den ersten Mannschaften in der neuen Profiliga. Van Beurden machte in zwei Saisons bis zum Abstieg des BVV 68 Spiele für die Nordbrabanter in der höchsten Spielklasse, dabei erzielte er 27 Tore.